# Coelogyne ustulata
Coelogyne ustulata är en orkidéart som beskrevs av Charles Samuel Pollock Parish och Heinrich Gustav Reichenbach.
Coelogyne ustulata ingår i släktet Coelogyne och familjen orkidéer. Artens utbredningsområde är Burma. Inga underarter finns listade i Catalogue of Life.